# Kinnekulle
Kinnekulle je stolová hora ve Švédsku. Nachází se na území obce Götene kommun (kraj Västra Götaland) na jihovýchodním pobřeží největšího švédského jezera Vänern. Je dlouhá 14 km a široká 7 km, nejvyšší vrchol Högkullen dosahuje nadmořské výšky 306 m. Pro Kinnekulle jsou charakteristické četné alvary, kde roste mnoho vstavačovitých rostlin, nacházejí se zde také smrkové a borové lesy. Místní příroda je chráněna v rámci projektu Natura 2000. Lokalita je rovněž využívána k zemědělství i pastevectví.
Hora vznikla z mořských sedimentů v období neoproterozoika, nad hladinu byla vyzdvižena před 200 miliony let. Kinnekulle je vyhlášeným nalezištěm fosilií, jako je trilobit nebo orthoceras. V minulosti se zde těžil vápenec a kerogen, připomínkou těch dob je muzeum Råbäcks mekaniska stenhuggeri lades.
O starobylém osídlení svědčí množství petroglyfů z doby bronzové, ze středověku pocházejí kamenné desky s vytesanými liliemi. V nedaleké vesnici Husaby byl podle legendy pokřtěn král Olof Skötkonung. Nachází se zde také automobilové závodiště Kinnekulle Ring.
Podle tohoto místa je pojmenována špicberská hora Kinnefjellet.

## Turistika
Kinnekulle je známou turistickou atrakcí, vede tudy 45 km dlouhá naučná turistická stezka. Na vrcholu hory byla roku 1892 postavena 19 metrů vysoká vyhlídková strážní věž, z níž je za jasného počasí vidět až do 90 km vzdáleného Karlstadu. První strážní protipožární věž ve Švédsku byla postavena na vrcholu Pilkalampinoppi. Věž Kinnekulle slouží turistům jako informační středisko a rozhledna.